# Tréméloir
Tréméloir is een plaats en voormalige gemeente in het Franse departement Côtes-d'Armor in de regio Bretagne en telt 443 inwoners (1999). De plaats maakt deel uit van het arrondissement Saint-Brieuc.

## Geschiedenis
De gemeente ging op 1 januari 2016 op in de gemeente Pordic, die daarmee de staus van commune nouvelle kreeg. 

## Geografie
De oppervlakte van Tréméloir bedraagt 4,7 km², de bevolkingsdichtheid is 94,3 inwoners per km².
De onderstaande kaart toont de ligging van Tréméloir met de belangrijkste infrastructuur en aangrenzende gemeenten.

## Demografie
Onderstaande figuur toont het verloop van het inwonertal.